# Danny Lux
Daniel Scott Lux, conosciuto come Danny Lux (5 giugno 1969), è un compositore statunitense.
Ha composto musiche per film e serie televisive, tra cui: Halloween - La resurrezione e Ally McBeal.

## Filmografia parziale

### Cinema
- Halloween - La resurrezione (Halloween: Resurrection), regia di Rick Rosenthal (2002)
- L'ultima estate - Ricordi di un'amicizia (Stolens Summer), regia di Pete Jones (2002)
- Nine Dead, regia di Chris Shadley (2009)

### Televisione
- NYPD - New York Police Department (NYPD Blue) - serie TV, 10 episodi (1995-1996)
- I viaggiatori (Sliders) - serie TV, 52 episodi (1996-2000)
- Ally McBeal - serie TV, 110 episodi (1997-2002)
- Profiler - Intuizioni mortali (Profiler) - serie TV, 24 episodi (1998-2000)
- John Doe - serie TV, 7 episodi (2002-2003)
- Boston Legal - serie TV, 101 episodi (2004-2008)
- My Name Is Earl- serie TV, 78 episodi (2005-2009)
- Grey's Anatomy - serie TV, 380 episodi (2005-2022)
- Melissa & Joey - serie TV, 104 episodi (2010-2015)

## Premi
- BMI Film & TV Award - vinti nel 1995 e 1996 per NYPD - New York Police Department, in collaborazione con Mike Post
- BMI Film & TV Award - vinto nel 1999 per Ally McBeal[2]
- OFTA Television Award - vinto nel 1998 per Ally McBeal (miglior tema musicale in una serie)[3]